# 何偉 (軍事人物)
何偉（？—17世紀），字豈凡，紹興府山陰縣人，明朝、南明軍事人物。

## 生平
何偉是一名諸生，懂得兵法，在北京從軍，協助陳洪範防守清朝軍隊，累功官至遊擊。熊文燦撫定張獻忠，他毅然請求出行；張獻忠早知道他的名聲，恭敬的對待他。何偉說：「將軍有過人之才，統領數十萬人稱雄天下，並非一日的事；但這樣違反朝廷，不能保證眼前安定，天下也不甘心屈服於將軍下。天子寬大仁慈，不即時施行刑罰，是因為智士應變之計。如今將軍應該歸順朝廷，帶罪立功，接受分封土地和爵位賞賜，在史籍記載保衛江山的功勞，誰敢與將軍爭鋒呢！」幾次遊說後，張獻忠驚視他一段時間，就說：「不是將軍不這樣做，謹聽從命令。」折箭作約誓，撫局定下。之後熊文燦的糧餉不足，計劃解散部隊，又派何偉負責行事，張獻忠部下都忿忿不平，他卻不為所動，委曲安定順從。陳洪範引退，他收併陳洪範軍隊，得左良玉推薦擔任副總兵，很快自請辭官。弘光帝繼位，擢升他為都督同知總兵，鎮守廉州。福京失守，他避世隱居，後來去世。